# Radosav Petrović
Radosav "Raća" Petrović (Szerb cirill: Радосав "Раћа" Петровић; Ub, 1989. március 8. –) szerb válogatott labdarúgó, jelenleg a Sporting CP játékosa.

## Pályafutása
2008. június 20-án került a Radnički Obrenovac csapatából a Partizanhoz. Radoslav öt évre írt alá új klubjához.
Első gólját az együttesben 2009. május 21-én szerezte a Szerb kupa döntőjében, az FK Sevojno Point ellen.

## Válogatott
2009. augusztus 12-én debütált a felnőtt válogatottban. Tagja volt a 2010-es világbajnokságon szereplő szerb keretnek. Dragan Mrđa mellett ő volt az egyetlen szerb csapatban szereplő játékos a keretben, valamint ő volt hazája legfiatalabb világbajnoki résztvevője.

### Góljai a szerb válogatottban
| #  | Dátum              | Ellenfél    | Eredmény | Kiírás              | Esemény |
| -- | ------------------ | ----------- | -------- | ------------------- | ------- |
| 1. | 2011. június 3.    | Dél-Korea   | 1 – 2    | barátságos mérkőzés | 61' 87' |
| 2. | 2014. november 18. | Görögország | 2 – 0    | barátságos mérkőzés | 60' 82' |

## Sikerei, díjai
- Partizan:
  - Szerb bajnok: 2008–09, 2009–10, 2010–11
  - Szerb kupagyőztes: 2008–09, 2010–11
- Dinamo Kijiv:
  - Ukrán bajnok: 2015–16

## Külső hivatkozások
- Profilja a FIFA honlapján Archiválva 2010. június 15-i dátummal a Wayback Machine-ben